# Каррингтон, Рейнольд
 Рейнольд Каррингтон (англ. Reynold Carrington; 27 января 1970, Пойнт-Фортин) — тринидадский футболист и тренер.

## Биография
В качестве футболиста выступал на позиции защитника. Большую часть своей карьеры Каррингтон провел на родине. Несколько лет он выступал за рубежом в США и в Индонезии. В течение 11 лет Каррингтон вызывался в сборную Тринидада и Тобаго. В 2001 году защитник принимал участие в победном для тринидадцев домашнем Карибском кубке, а через год — в Золотом Кубке КОНКАКАФ в США. Всего за национальную команду он провел 41 матч, в которых забил два гола.
После завершения карьеры Рейнольд Каррингтон стал тренером. Он входил в тренерский штаб клуба «Дабл-Ю Коннекшн», в котором он завершал свою карьеру. Позднее он работал с юношескими сборными страны. В настоящее время специалист возглавляет команду «Пойнт-Фортин Сивик».

## Достижения

### Международные
- Обладатель Карибского кубка (1): 2001.
- Победитель Клубного чемпионата Карибского футбольного союза (1): 2002.
- Финалист Клубного чемпионата Карибского футбольного союза (3): 2000, 2001, 2003.

### Национальные
- Чемпион Тринидада и Тобаго (7): 1989, 1990, 1992, 1993, 2000, 2001, 2005.
- Обладатель Кубка лиги Тринидада и Тобаго (5): 1989, 1991, 1999, 2000, 2002.

## Семья
Сын Рейнольда Каррингтона Хадеен (род. 1995) является профессиональным баскетболистом и выступает в американских лигах. Также тренер является отчимом для Карима Бальтазара, который под его руководством выступает за «Пойнт-Фортин Сивик».